# Alyson Annan
Alyson Regina Annan (ur. 12 czerwca 1973 w Wentworthville) – australijska hokeistka na trawie, dwukrotna złota medalistka olimpijska.
Z reprezentacją Australii brała udział w trzech igrzyskach (IO 92, IO 96, IO 00), na dwóch zdobywała złote medale: triumfowała w 1996 i 2000. Z kadrą brała udział m.in. w mistrzostwach świata w 1994 i 1998 (tytuły mistrzowskie) oraz kilku turniejach Champions Trophy (zwycięstwa w 1993, 1995, 1997 i 1999). W kadrze debiutowała w 1991 i rozegrała 228 spotkań, strzeliła 166 bramek.